# Episteme afflicta
Episteme afflicta là một loài bướm đêm trong họ Noctuidae.